# Théâtre de sang
Pour plus de détails, voir Fiche technique et Distribution.
Théâtre de sang (Theatre of Blood) est un film britannique réalisé par Douglas Hickox, sorti en 1973.

## Synopsis
Edward Lionheart, acteur et metteur en scène spécialisé dans la tragédie shakespearienne, las d'être éreinté par la critique, se rend chez l'un de ses détracteurs qui habite un immeuble au bord de la Tamise. Après l'avoir menacé, ainsi que le groupe de critiques qui étaient justement réunis chez lui, il saute du balcon et se jette dans le fleuve.
Au bout de quelque temps, les mêmes critiques qui avaient poussé Lionheart au désespoir meurent les uns après les autres, dans des circonstances qui rappellent différents épisodes des tragédies de Shakespeare. Sa fille Edwina est-elle impliquée ?

## Fiche technique
- Titre : Théâtre de sang
- Titre original : Theatre of Blood
- Réalisation : Douglas Hickox
- Scénario : Stanley Mann, John Kohn et Anthony Greville-Bell
- Production : Gustave M. Berne, Sam Jaffe, John Kohn et Stanley Mann
- Musique : Michael J. Lewis
- Photographie : Wolfgang Suschitzky
- Cadreur : Ronnie Taylor
- Montage : Malcolm Cooke
- Décors : Michaël Seymour
- Costumes : Michaël Baldwin
- Production manager : David Anderson
- Mixage son : Simon Kaye
- Montage son : Les Wiggins
- Maquillage : George Blackler
- Effets spéciaux : John Stears
- Chorégraphies théâtrales : Tutte Lemkow
- Textes additionnels : William Shakespeare
- Pays d'origine : Royaume-Uni
- Format : Couleurs - 1,66:1 - Mono
- Genre : Horreur, comédie
- Durée : 104 minutes
- Date de sortie : 1973

## Distribution
- Vincent Price (VF : Louis Arbessier) : Edward Lionheart
- Diana Rigg (VF : Nathalie Nattier) : Edwina Lionheart
- Ian Hendry (VF : Marc Cassot) : Peregrine Devlin
- Milo O'Shea (VF : Yves Barsacq) : L'inspecteur Boot
- Harry Andrews (VF : Albert Augier) : Trevor Dickman
- Coral Browne : Miss Chloe Moon
- Robert Coote (VF : Émile Duard) : Oliver Larding
- Jack Hawkins (VF : Henry Djanik) : Solomon Psaltery
- Arthur Lowe : Horace Sprout
- Robert Morley : Meredith Merridew
- Eric Sykes (VF : Michel Gudin) : Le sergent Dogge
- Dennis Price (VF : Fred Pasquali) : Hector Snipe
- Michael Hordern (VF : Jean-Henri Chambois) : George Maxwell
- Madeline Smith (VF : Francine Lainé) : Rosemary
- Diana Dors (VF : Perrette Pradier) : Maisie Psaltery
- Joan Hickson (VF : Hélène Tossy) : Mme Sprout
- Renée Asherson (VF : Jeanine Freson) : Mme Maxwell
- Bunny Reed (VF : Roger Rudel) : le policier accompagnant Larding
- Charles Sinnickson (VF : Claude Joseph) : le vicaire à l'enterrement

## Sortie vidéo
Théâtre de sang sort en combo DVD/Blu-ray en édition limitée le 19 août 2020, édité par ESC Editions, avec en complément un livret de 16 pages par Marc Toullec et des bonus inédits,,.